# La lupa (film 1953)
La lupa è un film del 1953 diretto da Alberto Lattuada.
Liberamente tratto dall'omonima novella di Giovanni Verga, il soggetto cinematografico di Lattuada prende i personaggi e la storia verghiana, ambientandoli però in Basilicata in epoca contemporanea anziché nella Sicilia dell'Ottocento.
Le riprese degli esterni sono state girate a Matera.

## Trama
La lupa è una donna matura, bella, focosa e spregiudicata, che vive con la figlia Maria detta Maricchia, poco più che adolescente e dal carattere totalmente opposto al suo (in quanto timida e casta), in un paesino della Basilicata. È usa adescare gli uomini grazie alla sua avvenenza ed ottenerne in cambio favori.
Durante la festa di Sant'Agata, nella quale la figlia interpreta il ruolo della santa, la lupa conosce Nanni, un giovane ed aitante soldato, e intraprende con lui una breve relazione.
Successivamente lo stesso Nanni conosce Maricchia e se ne innamora. Allorché, la lupa, pur di tenere Nanni vicino a sé, favorisce il matrimonio della figlia con l'uomo, per poi andare a vivere sotto lo stesso tetto della coppia di giovani sposi.
La lupa, non sazia, cerca di irretire il neo-genero, il quale, innamorato sinceramente di Maricchia, vuole invece rompere ogni rapporto con la lupa, vedendo in lei la rovina della sua famiglia, cosicché la picchia e la caccia di casa.
Nel frattempo, le donne del paese, piene di odio e di gelosia nei suoi confronti, si coalizzano e cercano di linciarla. Lei fugge, protetta dai carabinieri, nel frattempo intervenuti per reprimere la sommossa, e si rifugia nel magazzino dei tabacchi; qui, pur di non farsi prendere, mentre lancia strali verso la folla inferocita, appicca il fuoco e perisce tra le fiamme.

## Distribuzione
Il film venne distribuito nel circuito cinematografico italiano il 25 settembre del 1953.
Venne poi distribuito anche in Francia il 25 giugno del 1954 con il titolo La Louve de Calabre ovvero La lupa della Calabria nonostante il film sia invece ambientato in Basilicata.
Fu in seguito distribuito anche in Germania Ovest (20 agosto 1954), Stati Uniti (15 novembre 1954) e Svezia (29 novembre 1954).